# Jasper Meijer
Jasper Meijer van Putten (* 1987) ist ein professioneller niederländischer Pokerspieler. Er gewann 2016 das Main Event der European Poker Tour.

## Pokerkarriere
Meijer stammt aus Alkmaar und lebt in Eindhoven. Seine erste Geldplatzierung bei einem Live-Turnier erzielte er im Januar 2014 in Utrecht. Mitte Mai 2016 belegte Meijer beim Main Event der World Poker Tour in Amsterdam den elften Platz und erhielt knapp 15.000 Euro. Im Dezember 2016 gewann er in Prag das Main Event der European Poker Tour (EPT) und sicherte sich aufgrund eines Deals mit Márton Czuczor eine Siegprämie von rund 700.000 Euro. Mitte Dezember 2017 gewann Meijer das zweite Event der PokerStars Championship in Prag mit einer Siegprämie von 150.000 Euro. Ein Jahr später erreichte er bei der EPT in Prag zwei Finaltische und sicherte sich Preisgelder von rund 200.000 Euro. Im Juli 2019 war Meijer erstmals bei der World Series of Poker im Rio All-Suite Hotel and Casino am Las Vegas Strip erfolgreich und belegte den mit knapp 60.000 US-Dollar dotierten 126. Platz im Main Event. Im Dezember 2019 wurde er beim National-Event der EPT Prag Dritter und erhielt aufgrund eines Deals mit zwei anderen Spielern über 200.000 Euro. Seitdem blieben größere Turniererfolge aus.
Insgesamt hat sich Meijer mit Poker bei Live-Turnieren mehr als 1,5 Millionen US-Dollar erspielt.